# مجلس الشيوخ الإيطالي
مجلس الشيوخ الإيطالي (بالإيطالية: Senato della Repubblica)‏ هو المجلس الأعلى في البرلمان الإيطالي. اتخذ شكله الحالي في 8 مايو/ أيار 1948، ولكنه كان موجوداً في العهد الملكي باسم مجلس الشيوخ المملكة كاستمرار لبرلمان مملكة بيدمونت الذي أنشئ في 8 مايو/ أيار 1848. ويعتبر مجلس الشيوخ في الجمهورية الإيطالية ذي دور كبير مع مجلس النواب والبرلمان الإيطالي. وينص الدستور الإيطالي على خمسة عشر وثلاثمائة عضوا للمجلس منتخبين من المواطنين الإيطاليين، على أن يكونوا بلغوا الأربعين سنة.